# Амрита Притам
Амрита Притам (на пенджабски: ਅੰਮ੍ਰਿਤਾ ਪ੍ਰੀਤਮ; на английски: Amrita Pritam) е индийска писателка и поетеса, творила на панджаби и хинди.
Родена е в град Гуджранвала, провинция Пенджаб на Британска Индия, намиращ се в днешен Пакистан. След разделянето на британската колонията през 1947 година и създаването на двете модерни държави Индия и Пакистан, Амрита Притам емигрира в Индия от пакистанския Лахор.
Притам е смятана за първата значима поетеса, романистка и есеистка на панджаби, изиграла водеща роля за развитието на езика през ХХ век. Творчеството ѝ се простира върху период от 6 десетилетия и тя издава над 100 книги с поезия, художествена проза, биографии, есета, сборник фолклорни песни на панджаби и автобиография. Книгите ѝ са преведени на няколко индийски и чуждестранни езика.

## Живот
Амрита Притам израства в традиционно семейство сикхи. Когато е на 11 години, майка ѝ почива. По онова време баща ѝ е учител, издава литературен журнал и също пише поезия. Освен това е и прачарак, сикхски проповедник.
Амрита Притам публикува първата си стихосбирка в Лахор през 1935 година. През същата година се омъжва за Притам Сингх, но бракът не е щастлив и тя се развежда през 1960 година. След разделянето на Индия се мести в Делхи. Има връзка с индийския художник и автор Имроз, с когото прекарва остатъка от живота си. Тяхната връзка е описана в книгата „Amrita Imroz: A Love Story“.
До 1961 година Амрита Притам работи 14 години за All India Radio. След това се посвещава изцяло на литературното писане.
Умира в съня си на 31 октомври 2005 г. на 86-годишна възраст в Ню Делхи, след продължителна болест. Надживяват я партньорът ѝ Имроз и двете им деца.

## Творчество
Амрита Притам се счита за водещ поет на панджаби през ХХ век. В кариерата си в продължение на 6 десетилетия написва 28 романа, 18 антологии, 5 кратки истории и 16 тома проза. Стиховете ѝ са толкова популярни, че се пеят или рецитират дори от хора, неможещи да четат. Творчеството ѝ се възприема като даващо гласност на страданията на хората от Пенджаб. Отличителна характеристики на творбите ѝ е, че описват Пенджаби отвъд религията и кастовата система.
В едно от стихотворенията си, „Аж Аакхаан Уарис Ша Ну“ (на панджаби: „آکھاں وارث شاہ نُوںاَج“; с гурмукхи шрифт: „ਅੱਜ ਆਖਾਂ ਵਾਰਸ ਸ਼ਾਹ ਨੂੰ“), описва кланетата по време на делението на Индия от перспективата на суфисткия поет от XVIII век Уарис Ша.
Вероятно най-известният ѝ роман – „Скелетът“ (на панджаби: „ਪਿੰਜਰ“, на урду „پنجر“, на хинди: „पिंजर“), е реализиран като филм през 2003 година. Историята се развива на фона на делението на Индия и разказва историята на индуистка жена, отвлечена от мюсюлманин и насилена да сключи принудителен брак.

## Награди
Амрита Притам е приета за стипендиант на „Сахитя Академи“ през 2004 година – чест, запазена за така наречените „Безсмъртни на литературата“ в Индия. През същата година получава и ордена „Падма Вибушан“, вторият най-висок цивилен орден в Индия.
По-рано в кариерата си е удостоена с „Наградата на Сахитя Академи“ през 1956 година за стихотворението си „Сунехуре“. През 1981 година получава престижната награда „Джнапит“ за стихотворението „Кагай те канвас“ (на български: „Хартията и платното“).